# آنتونی بارتولومئو
آنتونی بارتولومئو (انگلیسی: Anthony Bartholomé؛ زادهٔ ۱۰ دسامبر ۱۹۸۲) بازیکن فوتبال اهل فرانسه است.
از باشگاه‌هایی که در آن بازی کرده‌است می‌توان به باشگاه فوتبال سن-اتین و باشگاه فوتبال کورتریک اشاره کرد.